# Oplakávání Krista z kostela Panny Marie před Týnem
Oplakávání Krista z kostela Panny Marie před Týnem (1420–1430) je reliéfní dřevořezba považovaná za pozdní dílo z okruhu Mistra Týnské Kalvárie. Oplakávání pochází z Týnského chrámu a je vystaveno v Muzeu hlavního města Prahy.

## Popis a zařazení
Dřevěný reliéf 90 × 85 cm bez polychromie, inv. č. 8.910. Získáno roku 1893 z Týnského chrámu. Restauroval Bohuslav Slánský kolem roku 1949.
Kvalitní dřevořezbu z pražského okruhu Mistra Týnské Kalvárie dal do souvislosti se starším Oplakáváním Krista z Plzně Jaromír Homolka, který dílo zařadil do období doznívání krásného slohu. Poukázal na posun k epičtějšímu vylíčení události, které se později uplatnilo zejména na jihu Čech v období pozdní gotiky.
Řasení drapérií v hutných a ostře zalamovaných záhybech (např. plášť Panny Marie pod Kristovým ramenem, nebo pod loktem Maří Magdaleny) prozrazuje nizozemský vliv. Některé motivy jsou specifickými invencemi pražského Mistra Týnské Kalvárie, které se vyskytují pouze v jeho dílech, např. Pietě ze Všeměřic (cíp pláště pod pravou rukou, ukročení levé nohy Panny Marie). Z jeho dílny pochází také shodná typika obličejů a gest. Reliéf hypoteticky vychází z nedochované předlohy, kterou vytvořil Mistr Týnské Kalvárie. Se starším plzeňským Oplakáváním lze porovnat tvář Marie v levém rohu reliéfu, sv. Jana, muže v kápi nebo postavu Nikodéma. Formulace obličejů a Kristovy roušky i anatomie jsou zjednodušené a odpovídají dílenské úrovni provedení, ale dynamická kompozice i konstrukce prostoru jsou mnohem pokročilejší oproti statickému vyznění staršího reliéfu.
Dílo pro Týnský chrám patrně vytvořil řezbář pocházející z této dílny, který převzal některé stylové prvky z vrcholných děl svého mistra. Reliéf mohl být součástí oltáře Božího těla, který vyhovoval utrakvistickému uctívání Krista v eucharistii a mohl být objednán i v době, kdy Týnský chrám patřil umírněnému křídlu husitů.

### Galerie

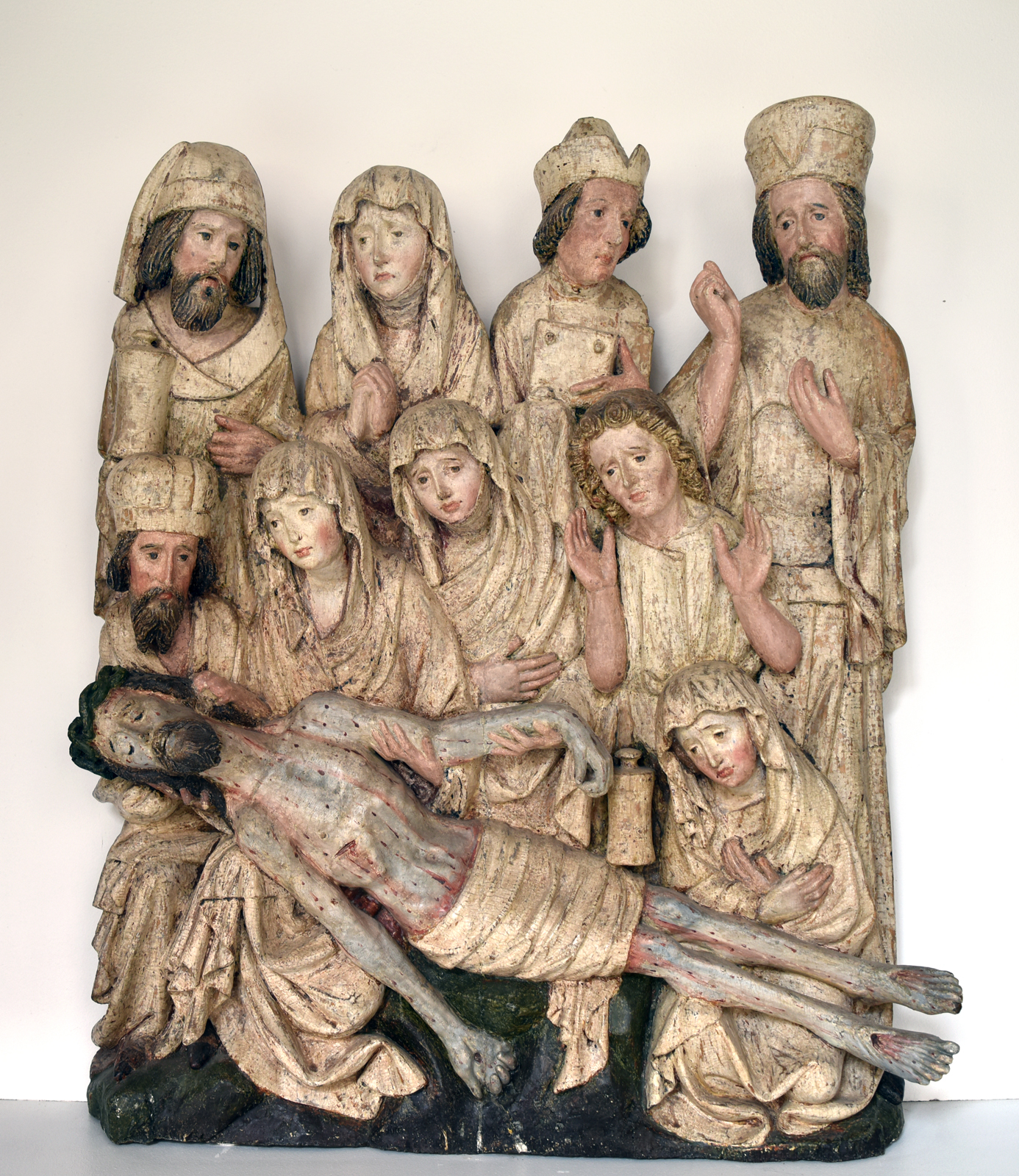
Oplakávání Krista z Plzně (kolem 1415), Muzeum církevního umění Plzeňské diecéze
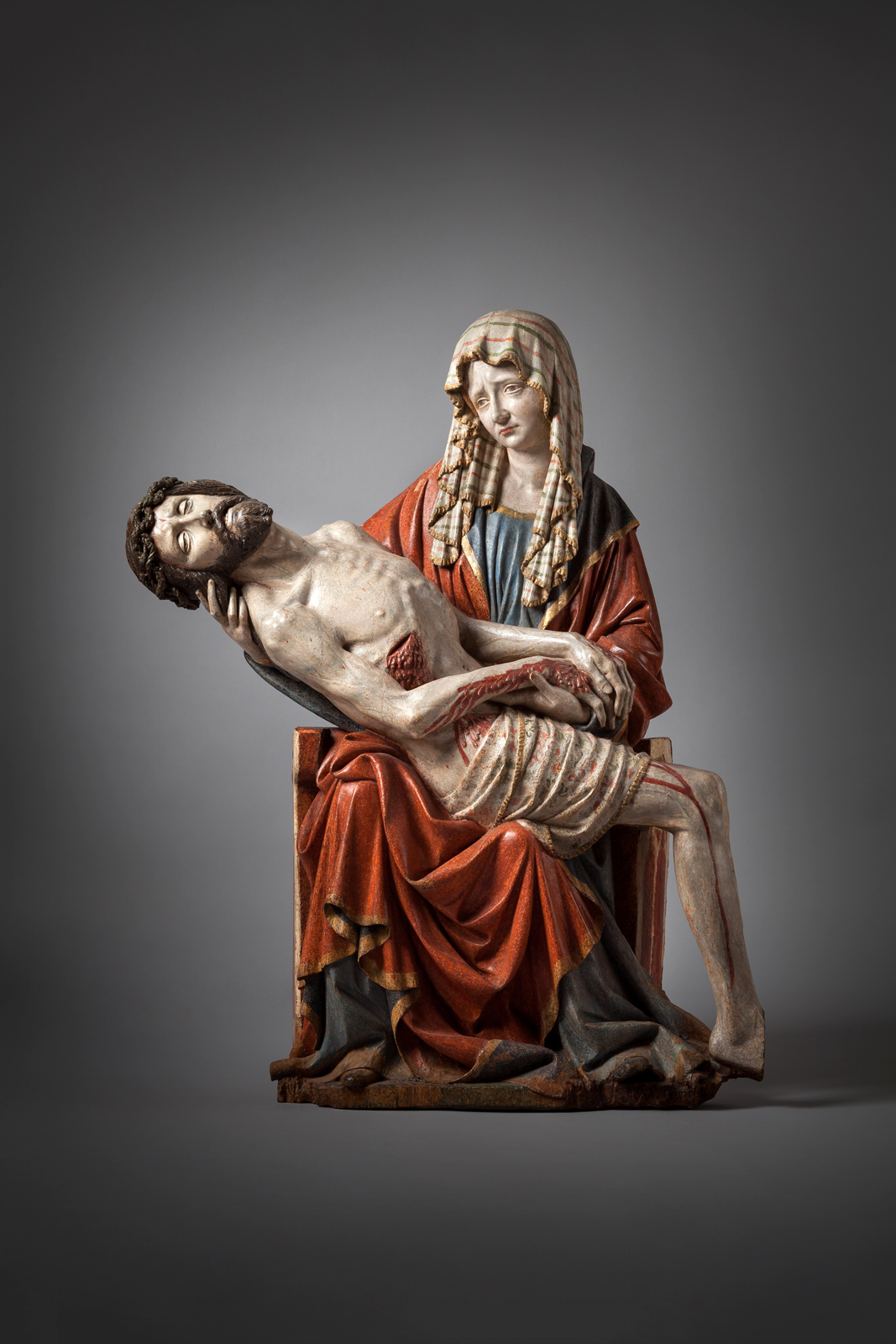
Pieta z Všeměřic (1410), AJG Hluboká nad Vltavou

### Jiná díla z okruhu Mistra Týnské Kalvárie
- Oplakávání Krista z Plzně (1415), Muzeum církevního umění Plzeňské diecéze
- Oplakávání Krista z Národního muzea (před 1420), Národní muzeum v Praze[5]
- Oplakávání Krista ze Sobotky (po 1430), Muzeum hlavního města Prahy